# Коати. Легенда джунглей
«Коати. Легенда джунглей»  (англ. Koati) — американо-мексиканский анимационный фильм 2021 года режиссёра Родриго Переса-Кастро.

## Сюжет
Начи, Сочи и Пако, коати, бабочка-монарх и стеклянная лягушка соответственно — типичные животные южноамериканской фауны, виды которых находятся под угрозой исчезновения. Они отправляются в полное опасностей приключение, чтобы не дать злой коралловой змее по имени Зайна разрушить их экосистему, остановить землетрясение, разгадать тайну бушующего вулкана и при этом доказать, что героем может стать каждый. Для этого им придётся прибегнуть ко всем дарам, которые дала им сама природа.

## Роли озвучивали
- Себас — Начи
- София Вергара — Зайна
- Эвалуна Монтанер — Сочи
- Эдуардо Франко — Пако
- Адриана Барраса — Амайя
- Джо Манганьелло — Балам
- Де Ла Гетто — Джиту
- Кароль Джи — Чима

## Восприятие
Критик Film.ru Максим Клейн оценил мультфильм на 4 балла из 10. По его мнению, это «проект, который сильно страдает из-за посредственной драматургии и стремления затронуть всё и сразу. Возможно, формат сериала куда больше подошёл бы этой истории, а нам достались необычный визуальный ряд и колоритные персонажи». Рецензент «Киноафиши» Оля Смолина отметила: «Как и большинство мультфильмов нашего времени, „Коати. Легенда джунглей“ гораздо мудрее, чем может показаться на первый взгляд: по ходу развития событий создатели поднимают понятные не столько детям, сколько взрослым темы внутреннего одиночества и личной потери». Екатерина Сосновская («Российская газета») осталась невысокого мнения о мультфильме: 2 из 5.